# Enrico Schiavetti
Enrico Schiavetti (Tivoli, 9 febbraio 1920 – Roma, 15 febbraio 1993) è stato un calciatore italiano, di ruolo centrocampista.

## Carriera
Compiuta la trafila nelle minori della Roma, esordì in Serie A con la maglia della Roma il 20 febbraio 1938 in Roma-Atalanta (2-1). In seguito passa in prestito al Palermo e un anno dopo va ancora in prestito a Sora, in terza serie. Ritorna a Roma per disputare il torneo romano del 1944, uno dei tanti organizzati per tenere i giocatori in attività in vista della fine delle ostilità belliche. Entra in pianta stabile nella rosa di prima squadra e nei tornei dopo la ripresa si ritaglia un certo spazio. Nel 1946-47 diventa un titolare, vedendo poi progressivamente restringersi gli spazi dall'arrivo, nell'anno successivo, di Zsengeller e Valle.